# Британская антарктическая экспедиция (1839—1843)
Брита́нская антаркти́ческая экспеди́ция 1839—1843 годов (англ. The British Antarctic Expedition; также Экспедиция Росса, англ. Ross expedition или Экспедиция на «Эребусе» и «Терроре», англ. Erebus and Terror Expedition) проходила под командованием Джеймса Росса на кораблях «Эребус» и «Террор». Экспедиция трижды пересекала Южный полярный круг, достигнутые результаты не были превзойдены до начала XX века. Последняя полярная экспедиция, совершённая на парусных судах. Исследования Антарктики после Росса возобновились только через 30 лет.
Инициатором экспедиции являлась Британская ассоциация содействия развитию науки. Главной целью было открытие Южного магнитного полюса и определение глобальных закономерностей магнитного склонения. Достижения экспедиции по масштабу намного превзошли первоначальные планы. Снаряжение было настолько продуманным, что за четыре года от цинги и заразных болезней не умер ни один моряк, хотя было потеряно шесть человек в результате ураганов и несчастных случаев. Стационарные долговременные магнитные наблюдения проводились девятикратно в разных широтах, значительно расширив представления о магнетизме в Южном полушарии. Джеймс Росс вычислил, что Южный магнитный полюс лежит примерно в пятистах милях в глубине неизвестной земли или моря. Открыты море Росса, остров Росса и действующий вулкан Эребус, а также Великий ледяной барьер, Земля Виктории и хребет Адмиралтейства. На сушу экипаж не высаживался, начальник экспедиции считал, что полученных данных недостаточно, чтобы постулировать наличие Южного материка.
По результатам экспедиции Джеймс Росс удостоился рыцарского звания и наград Королевского и Парижского географических обществ. Капитан опубликовал описание путешествия в двух томах. Научные результаты обобщались ботаником Джозефом Гукером, опубликовавшим шеститомную «Флору Антарктики»; её печатание было окончено к 1860 году.

## Предыстория. Цели и задачи
В 1831 году Британская ассоциация содействия развитию науки создала Комитет по магнетизму, когда британский мореплаватель Джеймс Росс открыл Северный магнитный полюс. В июне 1833 года в Кембридже прошла третья встреча Ассоциации, по результатам которой немедленно началась магнитная съёмка Британских островов. С лета 1835 года к работам привлекли самого Джеймса Росса, однако в декабре Британское адмиралтейство направило его на бомбардирских судах «Эребус» и «Террор» для вызволения с Баффиновой Земли одиннадцати промысловых судов. На каждом из судов Росса шло по 10 офицеров и 54 рядовых, большинство из которых имели арктический опыт, заинтересовались также учёные — медики и биологи Ричард Кинг, Роберт Маккормик и Чарльз Беверли. «Эребус» и «Террор» дополнительно укрепили для зимовки, а на борт взяли сани на людской тяге, на случай, если придётся совершить поход во льдах. Ещё до отправления Росса в Халл прибыли два китобойных судна, сообщив, что изо льда освободилось, по крайней мере, шестеро блокированных английских китобоев. Большую экспедицию «Эребуса» и «Террора» отменило Адмиралтейство, а Росс на шхуне «Коув» дошёл до Гренландии в поисках последнего из китобоев, о котором не появлялось известий. Только через четыре года стало известно, что промысловик «Уильям Тон» был раздавлен льдами, часть команды была снята с тонущего судна эскимосами, но в в конце концов погибли все.
В июле 1837 года состоялось совещание лордов Адмиралтейства, посвящённое неисправности магнитных компасов, устанавливаемых на военных кораблях Её Величества: почти половина их оказалась непригодна к использованию. Был организован комитет, председателем которого назначили Дж. Росса, почти все его члены являлись также заседателями Королевского общества (включая Бофорта); внешним консультантом стал преподобный Уильям Скорсби. 12 августа 1837 года Джеймс Росс подал докладную записку, в которой утверждал, что необходимо глобальное измерение магнитного склонения, начинать которое следует с Британских островов. Именно он и проводил эти измерения, продолжавшиеся до 1838 года (не считая времени на поиск китобоев), в 58 пунктах. Фрэнсис Бофорт тогда же предложил организовать магнитометрическую экспедицию в Южный океан. Ранее Карл Фридрих Гаусс вывел формулу магнитного склонения, предсказав существование Южного магнитного полюса примерно на 66° южной широты и 146° восточной долготы. Нужды британской торговли с Индией, Китаем и Австралией настоятельно требовали составления магнитометрической карты Южного полушария, поэтому на заседании Британской ассоциации в Дублине в 1835 году комитет по магнетизму подал запрос правительству об отправлении экспедиции в Антарктику. Александр Гумбольдт в 1837 году подал запрос на создание сети магнитных обсерваторий по всей Британской империи, по образцу России, где такая сеть была учреждена в 1829 году. На восьмом заседании Ассоциации в Ньюкасле в августе 1838 года составился новый комитет (руководил которым астроном Джон Гершель), лоббирующий проект в правительстве. В ноябре 1838 года запрос о проведении антарктической экспедиции был передан премьер-министру Мельбурну, который передал его на экспертизу Королевскому обществу. После одобрения Обществом Британское адмиралтейство выделило средства на снаряжение «Эребуса» и «Террора». Единственным кандидатом на должность начальника экспедиции был Джеймс Росс, который получил официальное назначение 8 апреля 1839 года. Общая стоимость четырёхлетней экспедиции составила около 100 000 фунтов стерлингов (порядка 10,5 миллионов фунтов стерлингов в ценах 2022 года).
Вручённая капитану Россу инструкция Королевского общества имела объём в 100 страниц. Во вводном разделе говорилось, что первооткрыватель Северного магнитного полюса не нуждается в каких-либо указаниях, «чтобы побудить его приложить все усилия для достижения Южного магнитного полюса». Программа измерений включала ежедневные съёмки магнитного склонения и наклонения, не считая дополнительных станций, проводимых в строго определённые дни по графику, дабы синхронизировать их с наблюдениями наземных станций. Определение точки Южного магнитного полюса, в случае невозможности его достижения, рассматривалось как важнейшая цель всей экспедиции. Точность измерений требовала полного огибания Антарктики. Помимо магнитных измерений, инструкция предусматривала физические, климатологические, метеорологические, океано- и географические наблюдения. Дополнительные инструкции представили геологический, ботанический и зоологический комитеты. Гидрографическое управление Королевского военно-морского флота составило для Росса карту Южнополярного региона с нанесёнными маршрутами всех плаваний, совершённых в этих водах.

## Снаряжение. Экипаж

### Экспедиционные суда
Бомбардирские суда «Эребус» и «Террор» проверялись в ледовых условиях в 1836—1837 годах во время неудавшейся экспедиции под командованием Джорджа Бака. После её окончания суда были подвергнуты модернизации в Чатеме на верфи Райса, и приспособлены к тяжёлым штормам и пребыванию в ледовых полях. Кормовые обзорные окна в офицерском салоне уменьшили по площади на три четверти и убрали галерею. Насосные колодцы снабдили затворами, не позволяющими поступать воде; в трюме установили четыре помпы, и две на верхней палубе; переборки между трюмами проконопатили и поставили дополнительный слой обшивки для достижения полной водонепроницаемости. Все конструкционные детали были усилены, добавлен слой ледовой обшивки из трёхдюймовых вязовых и восьмидюймовых дубовых досок, крепившийся металлическими костылями. Поверх деревянной обшивки от ватерлинии до киля корпус был целиком обшит медными листами. Установили систему центрального воздушного отопления «Сильвестр» (названа по имени изобретателя), в основном предназначенную для борьбы с конденсатом в жилых помещениях. Камбузная печь снабжалась металлическим теплообменником с вентилятором, и тёплый воздух мог подаваться через продушины в каюты, кубрики и офицерский салон. На «Терроре» прежде устанавливалась система водяного отопления, вызвавшая негативные отзывы капитана Бака. На обоих кораблях полностью перетянули такелаж, сшили новые паруса и поставили новые якорные цепи. При отплытии «Эребус» в судовых документах указывался как «корабль Её Величества», тогда как «Террор» классифицирован шлюпом, ибо его командир Фрэнсис Крозье носил звание лейтенанта и получил повышение после окончания плавания.
Экспедицию планировали, исходя из максимальной продолжительности в четыре года, что остро ставило вопрос о провианте и сохранении здоровья команды. Так как планировался заход в порты Атлантики, Южной Африки и Австралии, было решено делать ставку на мясные и плодоовощные консервы и пополняемые запасы, исключив сухари и солонину как основу рациона. Адмиралтейство определило поставщиков продуктов и настояло, что мука должна поступать только с государственных мельниц и производиться из зерна нового урожая. Основные запасы консервов произвели шесть разных фирм. Команда получала довольствие по Королевскому регламенту 1824 года. Дневной рацион моряка должен был включать по 1 фунту мяса (свежего и консервированного) и хлеба, полфунта овощей, галлон пива, по нескольку унций сахара, какао и чая. Для профилактики цинги использовали изюм, смородину, сало, грецкие орехи, маринованный лук, капусту, а также консервы из моркови (4,89 т), пастернака, турнепса, свёклы, и репы. Одной клюквы было взято 1220 кг. В отчёте Росса упоминалось, что в списке провианта числилось 33 484 фунта мясных консервов (15,1 т): 3 тонны консервированной варёной баранины, 8 тонн говядины, 3 тонны телятины, а также суповой концентрат (2,76 т); всего 26,96 тонн. Лаймовый сок в описи провианта не упоминался. Стоимость пищи вычиталась из жалованья команды.
Адмиралтейство безвозмездно снабдило каждого члена команды полным комплектом полярной шерстяной одежды (как правило, всё необходимое моряки приобретали в кредит, в счёт жалованья, которое выплачивалось единовременно после окончания плавания; иногда богатые капитаны обеспечивали команду за свой счёт). Джеймс Росс заботился о санитарно-гигиенических условиях, так как любая инфекция в тесных кубриках могла привести к нетрудоспособности команды и гибели экспедиции. Гамаки и постели регулярно выносили на верхнюю палубу для сушки на солнце и проветривания, команда обстирывалась и мылась два раза в неделю. Питьевую воду хранили в свинцовых баках, в которых она не так быстро затухала, как в деревянных бочках, а также не возникало проблемы с ржавым осадком, как в железных цистернах. Вред свинца тогда не осознавался.

### Команда
На борту и «Эребуса», и «Террора» во время плавания находилось по 64 человека. Перед отплытием они получили аванс в сумме трёхмесячного жалованья; по нормам XIX века, экипажу исследовательского корабля полагалась удвоенная плата. Капитан «Эребуса» — Джеймс Кларк Росс, у которого было три помощника: Джеймс Вуд, Эдвард Бёрд и Джон Сиббалд. Также на борту находились 11 унтер-офицеров, 41 матрос и 7 морских пехотинцев. Командир «Террора» — лейтенант Фрэнсис Крозье, помощники командира: Джозеф Кей, Арчибальд Мак-Мердо и Чарльз Филлипс. Заместители, унтер-офицеры и матросы отбирались командирами лично, исходя из собственных представлений и потребностей. 39-летний капитан Джеймс Росс к моменту отплытия имел опыт восьми зимовок в Арктике и совершил пятнадцать плаваний в полярные воды, в том числе вместе с дядей Джоном Россом. Лейтенант Крозье был знаком с Россом ещё по экспедиции 1818 года, и участвовал вместе с ним в спасательном плавании «Коува» 1837 года. Второй помощник Бёрд также участвовал с Россом в нескольких экспедициях. Третий помощник Джон Сиббалд не имел полярного опыта, но побывал на Фолклендах и хорошо освоил магнитные исследования. На обратном пути он заменил заболевшего Мак-Мердо на «Терроре». Первый помощник «Эребуса» Вуд был родственником Росса по материнской линии.
Ботаником экспедиции сделался Джозеф Далтон Гукер, подчинённый хирургу Маккормику, который совершил ранее вместе с Дарвином кругосветное путешествие и представил ему молодого коллегу. Маккормик обладал полярным опытом и ходил в экспедициях вместе с Россом, хотя и отличался большой неуживчивостью. Главными обязанностями врачей были биологические наблюдения. 22-летнего Гукера, который равно раскрыл свои таланты, рекомендовал Россу его собственный отец, профессор университета Глазго. Он же оплатил стоимость значительной части научных приборов; кроме того, Джозеф Гукер прошёл курс астрономии. Согласно адмиралтейской инструкции, он «должен был использовать любую возможность» для исследования растительности в любом посещённом экспедицией месте, а добытые им образцы должны быть оценены на предмет «медицинской или коммерческой полезности, которая может быть раскрыта». Офицеры и учёные подписывали согласие на то, что их переписка, дневники, записные книжки и зарисовки поступали на просмотр военно-морских властей после возвращения в Англию. Джозеф Гукер из каждого пункта остановки отправлял отцу объёмные письма-дневники с описаниями и зарисовками открытий и даже посылал образцы семян. Это не было воспринято как нарушение условий контракта. Гукер пережил всех участников экспедиции Росса — Крозье.
Из-за строгой дисциплины и тяжёлых условий службы, как и на других британских военных кораблях, существовала проблема дезертирства, а также текучки кадров. Во время заходов в порты за четыре года экспедиции с «Эребуса» дезертировали девять моряков, а с «Террора» — шестнадцать. Всего на «Эребусе» при неизменном числе людей в судовой роли сменилось 20 членов команды; на «Терроре» было заменено 25 моряков. 21 человек уволился законным порядком, из них 12 потребовалась госпитализация или возвращение домой по инвалидности. Наибольшее число дезертиров отмечалось на Тасмании, там же было осуществлено большинство замен. Команда Росса и Крозье состояла из добровольцев, хотя не все моряки представляли военно-морской флот. На «Эребусе» шли 11 матросов, переведённых из промыслового и торгового флота, и все они прошли дистанцию до конца. Из 32 «первоходцев» (first entries) на борту «Террора» завершили экспедицию 20. Собственно, морские пехотинцы, находящиеся на борту обоих кораблей, предназначались для поддержания дисциплины, поверок на борту и поиска отставших и дезертиров при заходах в порты. Раздачу спиртного («обычай обеденной чарки») также осуществлял капрал морской пехоты. В составе экспедиции были два казначея: на «Эребусе» шёл Томас Роу Хэллетт и Джордж Мабри на «Терроре». В их обязанности входили не только расчёты жалованья команде (считая дисциплинарные вычеты), но и закупка расходных материалов (табака, одежды, постельных принадлежностей, осветительного масла и свечей) для перепродажи офицерам и рядовым; прибыль принадлежала лично казначею. Хэллет служил под началом Росса с 1835 года. В экспедиции дяди и племянника Росса в заливе Бутия 1828—1829 годов участвовал и кок Ричард Уолл, который прошёл на «Эребусе» всю дистанцию, а затем отправился на том же корабле в последнюю экспедицию Франклина, в которой погиб вместе со всеми её участниками. В этой экспедиции участвовали 12 человек из команды Росса: девятеро на «Терроре» и трое на «Эребусе».
За четыре года погибли шестеро моряков и морских пехотинцев; ни один из них не умер от заразных болезней или цинги. Трюмный начальник «Эребуса» Эдвард Брэдли задохнулся угарным газом на первой стоянке в Хобарте. До этого в Индийском океане сорвался за борт и утонул боцман «Эребуса» Джон Робертс. На Новой Зеландии при опрокидывании лодки утонул рядовой «Эребуса» Джордж Баркер. При огибании мыса Горн сорвался при парусных работах матрос «Эребуса» Джеймс Энджели. Матрос «Террора» Томас Джонс умер во время стоянки в Рио-де-Жанейро на обратном пути в Англию, испытывая в течение пяти недель недомогание. За день до выплаты жалованья, 22 сентября 1843 года в Вулидже утонул матрос «Террора» Уильям Пеннант; причина не отражена в архивных документах.

## Ход экспедиции
Биограф Джозефа Гукера ботаник У. Тёррилл утверждал, что четырёхлетнее путешествие отчётливо делится на три больших этапа:
1. Океанский переход до Тасмании (с остановками на островах Атлантического и Индийского океана, и на Мысе Доброй Надежды) и первое путешествие в Антарктику, завершившееся открытием Моря Росса, Земли Виктории, Острова Росса и Великого ледяного барьера.
2. Второе пребывание на Тасмании с посещением Австралии и Новой Зеландии, вторая попытка пробиться к Ледяному барьеру, переход до Фолклендских островов.
3. Полугодовое пребывание на Фолклендах с исследовательскими походами к Огненной Земле и Южным Шетландским островам. Повторное посещение Южной Африки и островов Атлантического океана[33].

### Отправление: Британия — острова Атлантического океана (сентябрь 1839 — февраль 1840)
2 сентября 1839 года на Чатемской верфи прошла инспекция кораблей, возглавляемая лордами Адмиралтейства: графом Минто, вице-адмиралом сэром Адамом и контр-адмиралом сэром Паркером; по итогам «было выражено удовлетворение». 16 сентября Дж. Росс получил адмиралтейскую инструкцию объёмом 1700 слов. Команде предстояло совершить заход на Мадейру для сверки хронометров, а далее основать магнитные обсерватории на острове Святой Елены и на Мысе Доброй Надежды. Следующим пунктом для исследований был назначен Кергелен, который надлежало достигнуть не позднее февраля 1840 года. Третью магнитную обсерваторию надлежало основать на Земле Ван Димена. Проведя южную зиму в Сиднее и Новой Зеландии, судовой отряд должен был идти в южные широты, и, по возможности, зазимовать на Земле Ван Димена. Следующий летний сезон следовало употребить на отыскание земель в высоких южных широтах, двигаясь в сторону Южных Шетландских, Южных Оркнейских или Южных Сандвичевых островов и, наконец, Фолклендского архипелага, на чём заканчивались магнитные исследования. Капитану Россу при этом предоставлялась максимальная свобода действий по обстоятельствам.
19 сентября суда были выведены из верфи и пришвартованы в Джиллингеме, где закончили погрузку припасов, а команда получила жалованье за три месяца. Там же провели поверку компасов и хронометров. 25 сентября перебазировались в Маргит, отплыв с попутным ветром 30-го числа. Сильно перегруженные суда лишь на третий день обогнули остров Уайт, далее из-за противного ветра ушли в Ла-Манш, и разошлись: «Террор» уступал «Эребусу» в скорости, поэтому капитан Росс и лейтенант Крозье согласовали точки рандеву. Раздельное плавание шло до мыса Сан-Висенти, далее два корабля сошлись и разными курсами двинулись на Мадейру: «Террор» отставал на два дня. Фуншала «Эребус» достиг 20 октября. Офицеры при содействии британского консула развернули магнитные и астрономические наблюдения, а рядовых небольшими группами пускали на берег с условием возвращения на борт ночью. 22 октября офицеры «Эребуса» и «Террора», которого отделяло от гавани 200 миль, одновременно наблюдали сильное полярное сияние малинового оттенка, но не поверили результатам собственных наблюдений. Крозье прибыл 24 октября, когда стало ясно, что вулканические отложения острова препятствуют работе магнитометристов. 25 октября группа офицеров обоих судов во главе с Маккормиком вшестером решили покорить высочайшую вершину острова Пику-Руйву, и, хотя им предоставили лошадей, бо́льшую часть пути пришлось передвигаться пешком. 50-мильный (по прямой) поход занял три дня. Далее Маккормик пожелал добраться на лодке до Понта-ди-Сан-Лоуренсу, так как ему рассказали, что на берегу встречаются «окаменелые деревья», однако это оказалось легендой. 31 октября отряд вышел в сторону Санта-Крус-де-Тенерифе, в котором задержался на два дня из-за безветрия; следующим пунктом назначения был Сантьягу, на пути к которому ветер был попутный и корабли держались друг друга. Море было настолько спокойным, что на «Эребусе» забили взятую с собой корову и поделились мясом с командой «Террора».
На Сантъягу, куда пришли 15 ноября, команду пускали на берег малыми группами в сопровождении морской пехоты. Сержант Каннингем с «Террора» вёл дневник, в основном описывающий события на нижней палубе. Всех — и рядовых, и офицеров — поразил баобаб 38 футов в обхвате. Впрочем, Каннингема больше радовало, что на 1 английский шиллинг можно было купить бутылку хорошего вина или 120 апельсинов. Проведя с разрешения губернатора магнитные исследования, 20 ноября экспедиция двинулась к Скалам Св. Павла. Во время длительных морских переходов ежечасно измерялись показания барометра, температуры воздуха и верхних слоёв морской воды. Росс убедился, что у Зелёного мыса пассатные ветры могут резко ослабевать, после чего начинается кратковременный ливень и шквал. Далее за две недели корабли добрались до Тринидада: изломанный маршрут объяснялся необходимостью как можно чаще пересекать «линию наименьшей магнитной напряжённости». 7 декабря 1839 года на широте 13°45' ю. ш. пересекли магнитный экватор, а искомую линию измерили 16 декабря. Достижение географического экватора отметили праздником Нептуна и возлияниями. 1370-мильный переход до Острова Св. Елены продолжался от 17 декабря 1839 по 31 января 1840 года — шесть недель со скоростью 24 мили в сутки против сильных юго-восточных ветров. Гукер писал отцу, что Маккормику неинтересны исследования, а Росс выделил для ботанических образцов отдельный шкаф, предоставил место для микроскопических исследований, и прочее. Рождество прошло при тихой погоде, на обоих кораблях устроили праздничную трапезу из консервов, только офицерам и гардемаринам досталась жареная индейка. Новый год отпраздновали двойной порцией грога.
На борту «Эребуса» следовал специалист по магнетизму Джон Генри Лефруа. На острове Св. Елены ему предстояло основать стационарную магнитную обсерваторию: губернатор колонии был заранее предупреждён. Исследователей разместили на плато Лонгвуд, в доме, где до самой смерти содержался Наполеон (Маккормик посетил его могилу и удовлетворённо писал, что она содержится в полном порядке). В штат обсерватории входили военнослужащие из полка Лефруа; они работали на острове до 1842 года.

### Южная Африка и Кергелен (февраль — июль 1840)
Проведя в Джеймстауне девять дней, 9 февраля отряд Росса двинулся на Мыс Доброй Надежды. За день до отхода дезертировал Тилден Тейлор — слуга одного из гардемаринов, историку Дж. Найту удалось найти его имя в документах переписи населения 1841 года, то есть он добрался до дома. Переход до Кейптауна продолжался до 15 марта, корабли разлучились уже на четвёртый день. Первым гавани достиг «Террор», «Эребус» присоединился к нему 18-го числа. Журнал Росса свидетельствует, что его команда столкнулась с холодным течением, туманами и сильными северными ветрами. Тем не менее, цикл ежечасных наблюдений неукоснительно выдерживался. После прибытия капитан Росс обратился к контр-адмиралу Эллиоту и генерал-лейтенанту Напьеру с просьбой содействовать основанию обсерватории в Саймонстауне, для которой требовалось возвести постройки из дерева, не содержащие магнитных элементов. Начальником обсерватории стал лейтенант Эрдли Уилмот (друг и сослуживец Лефруа), которому подчинили трёх солдат. Пребывание в Саймонстауне продлилось три недели, незадолго до отбытия Маккормик поднялся на Столовую гору. 6 апреля корабли вышли в Индийский океан и тут же оказались разлучены штормом.
Следуя инструкциям, Росс продолжал изучение температурного режима воды и воздуха и морских течений; по измерениям была обнаружена котловина Агульяс. Преодолев штиль, шквал и сильнейший ливень, «Эребус» последовал на архипелаг Крозе, так как получил задание от властей Капской колонии установить положение группы охотников на морских слонов, связь с которыми прервалась год назад. На «Эребус» погрузили припасы и новую одежду, чтобы тюленебои без помех перезимовали. 25 апреля миновали острова, как они были обозначены на карте, но в действительности достигли архипелага 26-го, и потратили несколько дней на составление точной карты. Отряд тюленебоев в 11 человек под командой некоего мистера Хикли тоже был обнаружен, причём Росс утверждал, что они больше похожи «на эскимосов, чем на цивилизованных существ». 1 мая взяли курс на острова Принс Эдуард. 12 и 13 мая с разницей в сутки «Эребус» и «Террор» независимо друг от друга вышли к Рождественской гавани на Кергелене, где простояли следующие шесть недель. Главной целью было возведение магнитной обсерватории, наблюдения на которой должны были начаться 29 мая — это был один из синхронизированных дней глобальной программы Адмиралтейства и Королевского общества, а также академий наук Франции, Германии и других стран. Маккормик и Гукер обследовали остров: врач нашёл окаменелости, в том числе 7-футовые стволы древних деревьев, тогда как ботаник собирал образцы флоры и наблюдал на птицами. Погода почти постоянно была туманной и дождливой, что не мешало только геологическим наблюдениям. Гукер, тем не менее, за первый же день, проведённый на берегу, обнаружил 30 ранее не описанных видов растительности, и за всё время стоянки довёл их число до 150.
Далее Маккормик и лейтенант Чарльз Филлипс с «Террора» решили дойти на шлюпке до Камберленд Бэй, посадив на вёсла шестерых матросов — поровну с каждого судна. Отправились они 2 июня, в хорошую погоду и сравнительно быстро достигли цели, иногда ставя парус. Бухта имела ровное дно, удалось высадиться на песчаный пляж и к семи часам вечера обустроить палаточный лагерь. Исследование глубины острова с болотами и скалами было тяжёлым, но Маккормик довёл свою миссию до конца. 5 июня, воспользовавшись свежим бризом, удалось быстро добраться до Рождественской гавани, войти в которую из-за режима ветров и течений, было нетривиальной задачей. Тем не менее, когда все вернулись на «Эребус», оказалось, что капитан Росс в обсерватории, и Маккормику пришлось опять перебираться на берег. За время его отсутствия прошли снегопад и град. 8 июля Росс отправил ещё одну шлюпочную команду под началом первого помощника Бёрда, но тот заявил, что заболел. К 13 июля начались сборы: с берега вернули обсерваторию и инструменты, привели в порядок снасти и паруса. В понедельник, 20 июля 1840 года отряд двинулся в океан. В целом, из 68 стояночных дней на Кергелене 45 оказались штормовыми, а ясными и без осадков — всего три.

### Первое пребывание на Тасмании (август — октябрь 1840)
Покинув Кергелен, «Эребус» и «Террор» двигались с семиузловой скоростью. Весь путь до Земли Ван Димена (Тасмании) оказался штормовым, 28 июля ветер достиг ураганной силы, и оба судна опять разлучились. Весь день суда шли по ветру, палуба постоянно заливалась океанскими валами. На «Эребусе» вывесили синий фонарь на грот-мачте и палили из пушек, но безрезультатно. В шторм 30 июля во время парусных работ боцмана Джона Робертса сбил за борт натянувшийся стаксель-шкот. Росс приказал спустить две шлюпки, однако поиски в бурном море оказались безрезультатны; вторая шлюпка опрокинулась, но товарищи помогли её экипажу. Вечером того же дня впервые увидели айсберг. Хотя до Хобарта было примерно 300 миль, ветра опять достигли ураганной силы; водяным валом разбило одну из шлюпок. 14 августа «Террор» вошёл в устье реки Деруэнт, через три дня к нему присоединился и «Эребус». Росс и Крозье были немедленно приняты губернатором колонии Джоном Франклином, у всех троих было немало общего. Капитан и лейтенант проживали в губернаторском доме до самого выхода в море; Крозье явно проявил матримониальный интерес к племяннице Франклина Софии Кракрофт, которой даже сделал предложение руки и сердца, но получил отказ. Франклин предоставил участок на твёрдом песчанике (надёжный фундамент под измерительные инструменты) и строительные материалы для безмагнитной обсерватории Росс-Бэнк, а также 200 каторжников для всех видов работ. Всё было готово за девять дней и научная команда провела измерения 27 и 28 августа совместно с коллегами, доставленными экспедицией на Остров Святой Елены и в Кейптаун, а также с наблюдателями Северного полушария. После ухода судового отряда в Антарктиду заведующим Росс-Бэнк остался лейтенант Кей с помощниками Питером Скоттом (экс-первый помощник на «Терроре») и Джозефом Деймоном (экс-третий помощник «Эребуса»). Обсерватория проработала на средства Адмиралтейства семь лет при бессменном руководстве Кея, а далее он оставался в Австралии до самого выхода в отставку в 1853 году. Показания приборов снимались за это время ежечасно.
Команда получила возможность отдохнуть на берегу, хотя Росс и Крозье много времени проводили за магнитными наблюдениями. Первый помощник Росса на «Эребусе» Александр Смит даже закрутил роман с местной жительницей по имени Сара Обри Рид. Чтобы пожениться, им пришлось дожидаться 1844 года: Смит, получивший звание лейтенанта, перевёлся в Хобарт, а далее сменил Кея на посту директора обсерватории. В дневнике сержанта Каннингема описывается его общение с бывшим сослуживцем Пятого Королевского пехотного полка Кэмероном, который обеспечивал правопорядок на острове. Хирург Маккормик также встретил сослуживцев и получил приглашение столоваться в Пятом королевском полку, он также провёл неделю в доме Франклина и его жены, был принят генеральным прокурором и главным врачом колонии. Вместе с Гукером они приняли участие в охоте на кенгуру, которую нашли похожей на обычную английскую охоту на лис. Также Маккормик в компании лейтенанта «Террора» Филлипса совершил десятидневную поездку по острову на дистанцию почти 200 миль: обоих пригласил судья Монтегю. Хирург вернулся в гавань как раз к похоронам трюмного начальника «Эребуса» Брэдли: по санитарным нормам того времени, нижние палубы очищались «от миазмов» окуриванием древесным углём из жаровен. По-видимому, Брэдли отравился угарным газом, и, потеряв сознание, упал прямо в жаровню и умер от ожогов. Накануне выхода в море врачебный консилиум списал на берег некоего Моллоя, которого по медицинским показаниям было решено вернуть в Англию.

### Первый поход в Антарктику. Открытия в Море Росса (ноябрь 1840 — март 1841)
12 октября экспедиция Росса отправилась на юг. Провожал корабли до устья Деруэнта лично лейтенант-губернатор Франклин. Команда хорошо отдохнула, провизионные кладовые были заполнены возможно большим количеством свежих припасов. Первые недели ветер был попутным, возобновился полный цикл магнитных, метеорологических и гидрологических наблюдений. 19 ноября достигли островов Окленд, столкнувшись с водоворотами и внезапными шквалами. Тем не менее, удалось отыскать спокойную бухту, где разместили походную обсерваторию. В общей сложности стоянка продлилась три недели. Матросы нашли на берегу знаки, свидетельствующие, что в марте этого же 1840 года остров посетили экспедиции Дюрвиля и Уилкса. Для нужд будущих экспедиций команда Росса оставила на острове четырёх овец и двух баранов, свиней, кур и кроликов, а также высадили кусты крыжовника и смородины. Погода была неустойчивой: однажды наблюдался сильный град. Набрав большой запас свежей воды, 12 декабря «Эребус» и «Террор» продолжили путь на юг. Далее на два дня задержались на острове Кемпбелл: «Террор» сель на мель, и, чтобы снять его, пришлось слить запас воды и сгрузить часть припасов на шлюпки. Корпус корабля не пострадал. Магнитные наблюдения на обоих островах не принесли желаемых результатов, так как вулканическая основа была насыщена металлом и искажала показания приборов.
Границу антарктических вод корабли пересекли 21 декабря 1840 года: температура воздуха упала до 40 °F (4,4 °C), вода была примерно на один градус теплее. Через пару дней температура упала ещё сильнее, появились плавающие льды и пингвины. Участились шквалы и туманы, поэтому Росс приказал убрать паруса, чтобы отпраздновать Рождество в спокойствии. Росс и Крозье ещё в Хобарте постановили держаться меридиана 70° восточной долготы. 27 декабря сильнейший шторм повредил две шлюпки на «Терроре», на следующий день увидели столообразный айсберг. Снегопады изнуряли команду: паруса облеплялись, такелаж обмерзал, вода, захлёстывающая палубу, постоянно замерзала. На Новый год команде выдали комплекты новой зимней одежды, а корабли принайтовали друг к другу, и команде выдали двойную порцию еды и спиртного. Маккормика обуревало желание добыть снежного буревестника Procellaria nivea, дабы набить из него чучело, и он взобрался на топ мачты с пистолетом, выслеживая, когда птица подлетит с наветренной стороны: тогда образец гарантированно был бы подобран командой с палубы. Своей цели хирург добился. После пересечения Южного полярного круга вахтенный офицер обязывался постоянно следить за горизонтом и выставлять вперёдсмотрящего в «воронье гнездо». Вскоре заметили отблески ледяных полей на низкой облачности и столкнулись с полями паковых льдов. Росс приказал идти по ветру вдоль кромки льда, из-за чего продвижение экспедиции оказывалось неравномерным — если ветер стихал, следовало не допустить блокирования кораблей ледяными полями. К 9 январю 1841 года экспедиция продвигалась на юг со скоростью 30 миль в сутки, и, наконец, в половине четвёртого утра 11 января показалась земля. Увиденные горы назвали хребтом Адмиралтейства, высочайшую вершину назвали горой Сабин в честь одного из сослуживцев Росса по экспедиции 1818 года. Подобным образом назвали и прочие приметные точки, включая мыс Адэр. Из-за льдов Росс не решился высаживаться на суше, однако 12 января на шлюпках удалось добраться до мелкого острова Посешн, на котором Росс, Крозье и Маккормик приняли вновь открытые земли в британское владение; совокупно их назвали Землёй Виктории. На острове подняли «Юнион Джек» и провозгласили здравницу королеве. Маккормика больше заинтересовали гигантские колонии пингвинов, численность которых он оценил в миллион особей, и был недалёк от истины. Дальше начался сильнейший шторм, утихший только к 1 февраля, попытки отыскать остров, подходящий для магнитных исследований 15 и 16 января, были сорваны.
23 января «Эребус» и «Террор» достигли 74° 23' ю. ш., продвинувшись южнее, чем Джеймс Уэдделл на другой стороне континента в 1823 году. 27 января открылась коническая гора, которая оказалась действующим вулканом, а рядом располагалась ещё одна, но без следов активности. Росс даже предположил, что они достигли Южного материка. Гору сначала называли «Хай-Айленд», однако возможности высадиться и изучать её вблизи не представлялось. Островную природу найденной земли определила только экспедиция Роберта Скотта 1901—1904 годов и Роберт Скотт дал суше имя Росса. Далее открылось ещё более поразительное зрелище: за скалами и вулканами открылась сплошная стена льда, высоту которой невозможно было оценить даже с вершины грот-мачт кораблей, приблизительно 150—200 футов. Росс совершенно верно определил, что это грандиозный ледник находится на плаву, так как всего в нескольких милях глубина дна составляла 400 морских саженей. Плавание вдоль ледяного барьера вело экспедицию дальше на юг: 31 января измерили широту 77° 6' ю. ш. Хотя было пройдено более 100 миль вдоль барьера, края ему не просматривалось. Далее опять начались туманы и снегопады: Росс приказал каждые четверть часа стрелять из мушкета, чтобы удостовериться, что корабли не потерялись. В ночное время вывешивали синий фонарь и стреляли из пушки. Когда туман рассеялся, вдоль ледяного барьера было пройдено 250 миль до самой южной достигнутой Россом точки 78° ю. ш. К 11 февраля море стало замерзать, а рыхлый припай у Барьера стал превращаться в монолит. К этому времени «Эребус» и «Террор» пятую неделю находились в море Росса. Капитан, не желая рисковать вынужденной зимовкой, решил повернуть.
17 февраля вновь увидели гору Эребус с высоким дымно-огненным султаном. В этот раз был открыт залив Мак-Мердо, названный в честь офицера «Террора», а выдающийся в море мыс получил имя Крозье. Множество объектов получили имена офицеров экспедиции, их покровителей в Британии и ведущих учёных — организаторов путешествия. Далее Росс и Крозье после совещания приняли решение не рисковать командой и судами, и отправляться на север. 18 февраля Солнце закатилось за горизонт: закончился полярный день, длившийся для экспедиции два месяца. Благодаря попутному ветру, за четыре дня корабли проделали 400 миль. К 26 февраля были прекращены наблюдения за береговой линией, которые так и не привели к открытию удобного подъёма на материк, который бы позволил совершить санный поход к магнитному полюсу. Команда к тому времени была изнурена: жилые помещения были холодными и влажными, система воздушного отопления не справлялась, одежда матросов на верхней палубе превращалась в «ледяные доспехи». Особенно тяжёлыми были дни между 2 и 4 марта, когда почти не было ветра, зато наблюдались мощные снегопады, а на море была сильная зыбь. Кораблям требовался ремонт корпусной обшивки и такелажа после столкновений с льдами. Наиболее срочные работы произвели прямо в море, например, замену снастей на бушприте «Террора». Впрочем, ботаник Гукер, который во время морских переходов по доброй воле участвовал в парусных работах, считал обстановку на борту здоровой, а холодный климат — целительным. 7 марта корабли оказались блокированы сплошными ледовыми полями, но сумели выбраться. В тот день вахтенные насчитали более 80 крупных айсбергов; восточный ветер сдвигал корабли к ледяным горам, на борту был слышен шум прибоя, разбивавшегося у подножья айсбергов. В четверг, 1 апреля 1841 года, ледовые поля остались позади, и корабли взяли курс на Хобарт; погода всё это время была штормовой. Возвращение состоялось 7 апреля, в его честь команде дали увольнительную. Росс и Крозье пришвартовали «Террор» к «Эребусу» и устроили для светского общества Хобарта большой бал: палуба «Эребуса» служила танцевальной площадкой, а банкет сервировали на «Терроре»; на борт вели широкие сходни. Успех мероприятия был полным: в местной газете насчитали почти 300 посетителей и сочли, что «более великолепного празднества никогда не было в колонии». Гукер, впрочем, сообщал отцу, что «расходы огромны». Срочно отправленный в Адмиралтейство отчёт Росса был опубликован в конце августа и зачитан в Палате общин в начале сентября.

### Второе пребывание на Тасмании. Австралия и Новая Зеландия (июль — ноябрь 1841)
После окончания праздников «Эребус» и «Террор» были разгружены, судовое имущество перенесли на склад, предоставленный Франклином, после чего корпуса подверглись кренгованию. Конструкция кораблей устояла, однако требовалась замена медных листов и досок, а также конопатка. Якорные цепи и все металлические предметы, имеющие магнитные свойства, разместили строго в тех же местах, что и до прибытия, так как это влияло на показания компасов. Несмотря на неоднократные столкновения с льдинами, в корпусах обоих кораблей не было пробоин и серьёзных течей. Параллельно проводилась инвентаризация и оценка требуемых закупок, включая свежие продукты на время пребывания на берегу. Экспедиция Росса никогда не проводила в море более пяти месяцев, а подбор провианта оказался столь рациональным, что за всё время не зафиксировано ни единого случая цинги. В отчёте Росса, опубликованном в 1847 году, не зафиксирована текучка кадров и не упоминаются случаи дезертирства, однако во время второй стоянки в Хобарте несколько матросов бежали и были возвращены, один погиб, и один был списан по медицинским показаниям.
Несмотря на зимние шквалы и ливни южного полушария, корабли оставили Хобарт 7 июля 1841 года, направляясь в Сидней. Переход занял ровно неделю со средней скоростью 7 узлов. В Ботани-бэй экспедиции предоставили правительственную пристань. Росс и Крозье занялись развёртыванием обсерватории, так как 21 июля следовало провести очередной цикл глобальных магнитных измерений. Гукер обосновался в ботаническом саду, основанном бывшим министром А. Маклеем. Исследованиям мешали дожди: из 21 дня, проведённого в Сиднее, только четыре обошлись без осадков. Сам капитан Росс смог единожды выбраться в Парраматту, где существовала обсерватория, основанная ещё губернатором Брисбеном два десятка лет назад. Так как в Сиднее проживало большое число освободившихся заключённых, опасаясь дезертирства, рядовых редко пускали на берег. 5 августа корабли отправились в Новую Зеландию, на борту «Эребуса» пошёл Томас Салливан, которому предстояло взять командование над фрегатом «Фаворит», чей командир скончался на архипелаге. Суда были сильно перегружены, и преодолевали не более 150 миль в сутки; из-за почти постоянно штормовой погоды участились поломки реев и стеньг, из-за чего было принято решение нарубить запасных деталей рангоута на Новой Зеландии.
Во время перехода улучшилось качество океанографических измерений: в Сиднее купили набор глубоководных термометров. Вечером 17 августа увидели Северный остров, но бриз не позволил подойти к гавани. Наутро, миновав песчаную косу, судовой отряд прибыл в залив Айленд и приветствовал американский корвет «Йорктаун», направлявшийся на Гавайи. Как обычно, Росс и Крозье договорились о предоставлении участка для магнитных измерений на берегу: земля принадлежала англиканской церковной миссии. С заготовкой леса оказалось сложнее, так как местный маорийский вождь потребовал в уплату два мушкета с боеприпасами. По тогдашним меркам это была несоразмерная цена, но Росс согласился, ибо больше дельной древесины взять было неоткуда. Далее на американском корабле произошла вспышка оспы, но у врачей британской экспедиции не было от неё средств. Росс, общаясь с американским капитаном Оликом, выяснил, что тот участвовал в антарктической экспедиции Уилкса, и показал ему полученные в Хобарте американские карты. С английского фрегата «Фаворит» списали нескольких военнослужащих, с которыми Росс отправил предварительные отчёты в Адмиралтейство и Королевское общество. Гукер отправил несколько объёмных посланий своему отцу и Чарльзу Дарвину.
25 сентября утонул морской пехотинец с «Эребуса» Джордж Баркер: ялик, доставлявший людей с берега, перевернулся, а Баркер, не умевший плавать, не дождался помощи. Тело так и не выловили из моря. 21 октября 1841 года было ещё одним днём глобальных измерений, которые прошли по плану, что сильно улучшило настроение командиров и моральный климат на борту. Впрочем, вскоре начался пожар, так как обслуживающий персонал обсерватории обитал тут же в палатках. Только благодаря тому, что ветер дул от моря, деревянное здание не загорелось, не было и жертв. 1 ноября французский капитан Л’Эвек в компании Крозье, Саливана и Бёрда на шлюпках исследовали реку Керикери. Они столкнулись с сильными ветрами, и в конце концов предпочли путешествовать до водопадов по суше, так как миссионер Тейлор предоставил им проводника. Во время десятинедельной стоянки команду «Эребуса» и «Террора» задействовали на хозяйственных работах, а часть людей направили для заготовки рыбы. Обычно на мелководье ставили неводы, после чего улов сортировали; часть образцов шла учёным на препарирование. Команду в максимальной степени снабжали свежими морепродуктами, кроме того, развернули охоту на одичавших свиней. 14 ноября Росс заболел и был нетрудоспособен, по крайней мере, неделю, хотя сержант Каннингем не указывал в своём дневнике подробностей. В переписке и отчёте Росса об этом нет никаких упоминаний. Отправление отряда затянулось из-за участия командира и морских пехотинцев в расследовании убийства аборигенами-маори семьи английского колониста. Отчёты об этом направили с «Фаворитом», которому требовался корпусный ремонт в Сиднее. В море вышли 23 ноября, вновь направляясь в антарктические воды.

### Второе плавание в Антарктику (ноябрь 1841 — апрель 1842)
Во второй летний сезон Южного полушария капитан Росс рассчитывал продолжить наблюдения предыдущего сезона и разведать протяжённость Великого ледяного барьера. Выход в море был рассчитан, чтобы посетить архипелаг Чатем и миновать паковые льды в самое благоприятное время года. На острова с попутным юго-восточным ветром отряд прибыл 30 ноября 1841 года. Однако из-за волнения и поднимающегося тумана высадиться не удалось, были промерены глубины и взяты пробы воды. Росс убедился, что имеющиеся у него карты неточны, однако было решено не задерживаться. На «Терроре» в тот же день был уличён в воровстве у товарищей один из матросов, которому дали 46 плетей. Ранее к телесным наказаниям не прибегали: согласно военно-морскому уставу воровство входило в число 36 дисциплинарных проступков, решение по которым принимал командир корабля. Аналогичный инцидент произошёл через пару дней на «Эребусе», где изобличённый вор попытался прыгнуть за борт, но был изловлен. Потерпев неудачу с архипелагом Чатем, экспедиция двинулась на поиски острова Нимрод, который якобы наблюдался капитаном Эйлбеком в 1828 году с корабля «Нимрод». С 4 по 9 января погода была ясной, в море наблюдалось множество китов и пингвинов. Далее началась буря с градом и мокрым снегом, длившаяся два дня. Команде после воскресного богослужения выдали зимнее обмундирование и обувь. Чтобы не потеряться в тумане, на судах звонили в колокол и периодически стреляли из мушкета. Вскоре показались айсберги высотой до 130 футов, температура воды держалась у точки замерзания. На юг было решено идти по 146-му восточному меридиану, чтобы дойти до точки, от которой повернули в предыдущем году. Однако ледовые поля оказались намного севернее, чем в сезон 1840 года, и пройдя вглубь полей пака на 100 миль, отряд поменял курс на юго-запад. Рождество отпраздновали, зарезав быка, взятого из Австралии. 26 декабря «Террор» получил лобовое столкновение с льдиной, но нос корабля уцелел. К новому, 1842 году, всё ещё не был достигнут Южный полярный круг. Тем не менее, для команды устроили рождественский бал на льду, который открыли кадрилью лейтенант Крозье и «мисс» Росс. Танцевальную площадку украсили ледяными скульптурами в античном духе. Матросам подарили по комплекту зимней одежды от имени королевы. Существенного прогресса не было и в первые две недели января. Команда даже пыталась буксировать свои корабли на канате по ледовым разводьям. Шторм 15 января взломал ледовые поля, ещё более сильный шторм последовал 19-го числа, однако у обоих судов были повреждены рулевые устройства: у «Террора» было вырвано перо руля, и на «Эребусе» обстенили паруса, чтобы сохранить управление. Вскоре началось торошение льда, длившееся около 28 часов подряд. Росс опасался, что корпуса кораблей будут раздавлены, не меньшую угрозу представляли малые айсберги, под которые ветер мог снести отряд. Когда распогодилось, Росс лично возглавил обследование повреждений на «Терроре». На борту имелось запасное рулевое устройство, и корабль принайтовили к льдине для исправления повреждений.
Из-за ремонта и состояния погоды, Южный полярный круг пересекли лишь 28 января 1842 года. 30 января на «Терроре» произошёл пожар: система воздушного отопления подожгла припасы в одном из трюмов, однако бо́льший ущерб нанесла вода, которой тушили огонь. В феврале команда вновь начала изнурительную работу по буксировке своих кораблей со шлюпок. В конце концов удалось провести оба судна до большой полыньи, но уже стало ясно, что парусные корабли не годятся для антарктических условий. Только спустя полвека в эти воды вновь вернулись исследователи, использующие парусно-паровые корабли. 5 февраля спустился туман, делавший невозможным движение. Только 8 февраля ветер и льды позволили взять курс на юг и 15 февраля пересекли линию 180°. Температура воздуха была отрицательной, паруса, снасти и палуба сильно обмерзали (лёд приходилось скалывать топором), самая низкая измеренная температура равнялась 19 °F (—7 °С). 19 февраля пересекли 77° ю. ш.: впереди были только сплошные ледовые поля. Промеры глубины показали илистое дно на 250 морских саженях (460 м). Лишь 22 февраля завидели Великий ледяной барьер, к которому удалось подобраться на расстояние 6 миль. После совещания корабли повернули на восток, рассчитывая найти проход к материку, но безуспешно. Определение координат показало, что удалось пройти на 6 миль южнее, чем в 1841 году. Осень наступала раньше, чем в прошлом году, и уже 25 февраля отряд повернул на север, двигаясь по кромке пакового льда. Это был рискованный маршрут, так как любое изменение ветра и течения могло блокировать корабли. 27 февраля Крозье прибыл на «Эребус» для согласования дальнейших действий.
Далее отряд столкнулся с целой цепочкой айсбергов. В условиях почти постоянных снежных ливней это создавало чрезвычайную опасность для навигации, вдобавок, паруса пропитывались водой и замерзали. Курс был взят на Фолклендские острова. В пятницу 4 марта 1842 года, барометр резко упал (28,162 дюйма, то есть 969 мб), демонстрируя одно из самых низких значений, зафиксированных в экспедиции. Однако резкая смена ветра с северо-восточного на северо-западный дало неожиданный эффект, так как резко снизило волнение. Атмосферное давление держалось крайне низким в течение двух суток, но погода была достаточно устойчивой. 6 марта пересекли в обратном направлении Южный полярный круг, проведя в его пределах 64 дня, зато за следующие три дня корабли уверенно преодолели 300 миль по широте. Росс хотел пройти насколько можно далее вдоль 60-й параллели, чтобы провести магнитные измерения. Вскоре вновь показались айсберги. В ночь с 12 на 13 марта едва не произошло катастрофы: ночью в условиях снегопада прямо по курсу показался айсберг, после чего вахтенный офицер приказал «свистать всех наверх». Ситуацию усугубляло то, что оба рулевых взяли одинаковый курс, после чего «Террор» столкнулся с собратом, оторвав ему бушприт и фор-стеньгу. В условиях плохой видимости два корабля сцепились друг с другом и их несло прежним курсом на айсберг. В последний момент суда расцепились, но освобождённый «Эребус» чиркнул по стене айсберга ноками нижних реев. Командир велел поднять паруса, после чего тяжёлый корабль понесло ко второму айсбергу. Росс принял мгновенное решение прокладывать курс между двумя ледяными горами, расстояние между которыми едва ли превышало ширину корпуса. Выживание корабля обеспечила высочайшая спаянность матросов и их готовность выполнять любую работу. Далее удалось найти мёртвую зону на подветренной стороне айсберга и немного осмотреться. «Террор» тоже потерял бом-кливер и один из якорей, а в результате столкновения с «Эребусом» повредил обшивку по миделю, где застрял оторванный якорь. Помимо вахтенных журналов и отчёта экспедиции, сохранилась самая длинная запись в дневнике Каннингема, внесённая в воскресенье, 13 марта 1842 года.
Облачность разошлась только в ночь на 20 марта, перед этим отряд пережил ещё одну бурю, во время которой окончательно потеряли якорь «Эребуса». Вечером 1 апреля добрались до мыса Горн. Погода испортилась почти мгновенно, первым же водяным валом сорвало за борт квартирмейстера Джеймса Энджели, вслед которому успели бросить спасательный круг. Он сумел им воспользоваться, но, пока удалось убрать паруса и спустить шлюпку, он исчез под водой, вероятно, от переохлаждения. Это был четвёртый из погибших на «Эребусе». Определение координат показало, что отряд снесло сильным течением на 30 миль к северо-востоку; в двух милях располагался остров Бошен. Несмотря на погодные условия, систематически наблюдалось положение льдов, проводились непрерывные измерения температуры воздуха и воды, снимались склонение стрелки компаса и барометрические показания, периодически замерялась солёность морской воды и глубина океана. Однажды наблюдалось и южное полярное сияние. Для изучения направления течений Росс периодически выбрасывал бутылки с посланиями, в которых указывалась дата, координаты сброса и имя автора сообщения. В 1845 году одна из таких бутылок нашлась в Австралии, будучи пронесённой за 9000 миль. Несмотря на туман, прибытие в залив Беркли на острове Восточный Фолкленд состоялось 6 апреля 1842 года безо всяких происшествий. В местном поселении Порт-Луи было всего двадцать обитателей, которые страдали от голода, ибо судно снабжения из Буэнос-Айреса запаздывало. От выхода из Новой Зеландии прошло 137 дней. С берега передали приказы Адмиралтейства, согласно которым лейтенант Крозье повышался в звании до капитана, а первый помощник Смита с «Эребуса» — до лейтенанта. Так как лейтенант Макмердо жаловался на недомогание, Росс позволил ему уволиться и отправиться в Англию, а на его место перевели лейтенанта Сиббалда с «Террора». Офицеры занялись обустройством обсерватории: 21 апреля было днём глобальных магнитных измерений.

### Фолклендские острова. Третий поход за Полярный круг (апрель 1842 — март 1843)
В апреле 1842 года часть команды была направлена на охоту на морских животных под руководством более опытных моряков фрегата «Арроу» (в этом принимал участие и Гукер, оставивший описание), тогда как остальные занялись кренгованием своих судов. Подводная часть «Эребуса» была осмотрена, очищена и заново проконопачена. Повреждения «Террора» оказались меньшими. Неожиданностью для команды стало появление фрегата «Кэрисфорт» под командованием лорда Джорджа Полета, который привёз запасные части, в том числе новый бушприт, и много свежих припасов. Впрочем, основным пунктом назначения у Полета были Сандвичевы острова, где участились нападения туземцев на британских миссионеров. 7 июля «Кэрисфорт» покинул гавань, оставив антарктическую экспедицию на зимовке. Чтобы занять команду, Росс распорядился облагородить местное кладбище, которое окружили дёрновой стеной и сделали надгробия. Зима, с точки зрения британцев, была суровой: с сильнейшими ветрами, мокрыми снегопадами и нередкими морозами. По запросу вице-губернатора Ричарда Клемента Муди Росс 25 октября отправил шлюпочную экспедицию в Порт-Уильям, чтобы установить, не будет ли там более благоприятных условий. Росс взял с собой и Крозье. Результаты обследования оказались положительными, и в 1845 году административный центр колонии был переведён в эту бухту, которая ныне именуется Порт-Стэнли. Судя по переписке Гукера с отцом, отношения Росса и губернатора складывались не лучшим образом, что нередко ставило офицеров в неловкое положение.
8 сентября экспедиция вышла в море курсом на мыс Горн. 19-го числа удалось приблизиться к мысу на расстояние полутора миль; Росс описывал эту скалу как «напоминающую формой спящего льва». Из описания плавания на «Бигле» следовало, что рядом находится бухта, где англичан встретили местные жители, которые, несмотря на нулевую температуру, вовсе не пользовались одеждой. Режим ветров и узость бухты не позволяла ввести корабли и построить обсерваторию к назначенной глобальной дате, однако на этот случай была предусмотрена резервная серия наблюдений, которую проводил на Фолклендах Сибболд. Росс больше занимался этнографией, находя огнеземельцев находящимися на самой низкой ступени развития. Проведя замеры приливов и отливов, Росс распорядился накопать молодых деревьев и кустарников для акклиматизации на Фолклендах (природу и растительность моряки сравнивали с западом Шотландии). 7 ноября в Порт-Луи Сиббалд отчитался в успешных наблюдениях и передал приказ, пришедший из Англии. Росс поспешно залил баки свежей водой и взял максимальное количество мяса, и отправился на исследование Антарктического полуострова, рассчитывая пройти в Море Уэдделла так же далеко на юг, как в море своего имени. При отправлении был дан салют, при котором поранились два морских пехотинца.
Первые льды показались в Рождественский сочельник. Рождество отпраздновали в море, забив на мясо двух быков — подарок фолклендского губернатора. Попытки войти в ледовые поля предприняли 28 декабря 1842 года, и в тот же день увидели Землю Жуанвиля, открытую Дюрвилем. 30 декабря миновали остров Паулет. Утром 31 декабря 1842 года увидели гору, поднимающуюся прямо из моря, которую назвали в честь первого лорда Адмиралтейства Хаддингтона. Далее пришвартовались к льдине и устроили охоту на пингвинов, среди которых опознали два разных вида. На Новый год команде выдали полный комплект зимнего обмундирования, а офицеры «Эребуса» переправились в шлюпке на «Террор», на борту которого устроили праздник. 5 января совершили высадку на вновь открытом острове, названном Кокберн; Росс и Крозье приняли его во владение Её Величества, а Гукер обнаружил 19 видов мхов и лишайников, из которых семь были эндемиками, не имевшими аналогов нигде в мире. Однако ледовые поля не пускали корабли на юг. Описав залив Адмиралти, в течение трёх недель два корабля шли на юго-восток, безуспешно пытаясь отыскать разводье, в конце концов вернувшись к Кокберну. 31 января 1843 года Росс приказал идти к линии 40° з. д., где Уэдделл за двадцать лет до того обнаружил проход во льдах. Меридиана достигли на широте 65° 13’ ю. ш., но ледовые поля оставались сплочёнными. 22 февраля миновали линию отсутствия магнитных вариаций, достигнув в марте самой южной точки 71° 30’ ю. ш. В ночь на 6 марта разразился шторм, приведший к обледенению снастей, но утром ветер стих. 10 марта пересекли Южный полярный круг в северном направлении, рассчитывая найти остров Буве, но карта была неточна и отыскать сушу не удалось. По современным представлениям, «Эребус» во второй половине дня 21 марта прошёл примерно восемнадцатью милями севернее острова.

### Возвращение (апрель — сентябрь 1843)
4 апреля 1843 года «Эребус» и «Террор» пришли в Саймонстаун. Хотя Росс и утверждал в своём отчёте, что на борту не было больных, в действительности артиллериста «Террора» Клита пришлось срочно отправлять в военно-морской госпиталь, так как его едва спасли во время попытки самоубийства. По-видимому, это было следствием общего упадочного настроения в экспедиции; Гукер называл именно третий сезон «разочаровывающим». Дж. Найт установил по данным переписей населения, что Клит излечился от депрессии, вернулся в Англию, женился и стал отцом пятерых детей. Команде предоставили в Южной Африке трёхнедельный отпуск под ответственность офицеров. 30 апреля вышли в море с коротким заходом в Джеймстаун (13 мая), чтобы снять персонал магнитной обсерватории, а далее сделали краткий заход на остров Вознесения (25 мая) для магнитных измерений. 7 июня антарктическая экспедиция прибыла в Рио-де-Жанейро, где предстояло провести последнюю серию магнитных исследований. Во время стоянки, 18 июня тихо скончался опытный матрос «Террора» Джонс, что зафиксировано только в дневнике сержанта Каннингема, но не отражено в судовых документах. Он заболел ещё во время перехода по Атлантике. Напротив, Маккормик без устали бродил по городу, находя, что Рио сильно изменился к лучшему за десять лет: в бразильской столице шёл карнавал. Хирург охотно покупал разные диковинки, включая двух попугаев. 25 июня отряд двинулся курсом на Англию.
При переходе через Атлантику серьёзно заболел Александр Смит, только что произведённый в лейтенанты; ни Гукер, ни Маккормик не могли поставить ему диагноза, но он поднялся на ноги ещё до возвращения на родину. 4 сентября бросили якорь у Фолкстона. Капитан Росс сошёл на берег и отправился для отчёта в Адмиралтейство. Наконец, корабли достигли Вулиджа; за день до получения окончательного расчёта (вся сумма жалованья за четыре года выплачивалась единовременно 23 сентября) утонул опытный матрос Уильям Пеннант, шедший на борту «Террора» от самого начала экспедиции.

## Результаты экспедиции
После возвращения Джеймс Росс был удостоен рыцарского звания и награждён Медалью основателей Королевского географического общества и золотой медалью Парижского географического общества. Все офицеры, кроме Кея и Филлипса, не выслуживших ценза, получили повышение. Географические и магнитные наблюдения были обобщены Джеймсом Кларком Россом в двухтомном труде «Исследовательское и первооткрывательское путешествие в Южные и Антарктические страны», вышедшем в 1847 году. Издатель Мюррей выплатил ему гонорар в 500 фунтов стерлингов, но выпустил в свет всего 1500 экземпляров; Маккормик и Гукер остались недовольны книгой, считая её слишком специализированной и недостаточно разъясняющей широкой публике величие подвигов самого Росса.
Экспедиция носила прорывной характер в исследованиях Антарктики, географические открытия полностью затмили первоначальную цель экспедиции. Были открыты обширные участки суши и горные хребты, антарктические вулканы, шельфовый ледник Росса, причём огромные открытия были совершены с борта парусных кораблей, когда команда не сходила на берег для исследований. Экспедиция была крайне рискованной, так как у Королевского флота в Южном полушарии не было судов, способных участвовать в спасательной экспедиции. Сам Джеймс Росс не считал, что величина открытых им участков суши достаточна, чтобы закрыть вопрос о существовании Южного континента. Природа Великого ледяного барьера осталась для него непонятной. Как следует из журналов и переписки Дж. Росса, он намеревался перезимовать в заливе Мак-Мердо, чтобы в начале антарктической весны пройти по Земле Виктории до Южного магнитного полюса, который тогда располагался в 500 милях в глубине неизвестной антарктической территории. Задачу передвижения по Южному материку смогли решить спустя шестьдесят лет, в 1902 году, Альберт Армитедж и Роберт Скотт, а магнитный полюс был покорён ещё позже, в 1908 году Эджвортом Дэвидом, Дугласом Моусоном и Алистером Маккеем во время экспедиции Шеклтона. Эти же люди участвовали в первом восхождении на Эребус.
Главные результаты экспедиции — данные магнитных измерений — обрабатывались Эдуардом Сабином и докладывались Королевскому обществу. Результаты обработки данных за первый сезон экспедиции последовали в 1843 году, второго сезона — в 1844-м, а третьего — только в 1866 году. Обобщающая работа была напечатана только через двадцать пять лет после возвращения экспедиции. Джеймс Росс скончался в 1862 году, не дождавшись результатов своей работы. Росс внёс некоторый вклад в развитие океанографии, так как самостоятельно разработал технику и протокол промеров глубины; в некоторых источниках сообщается, что именно с борта «Эребуса» в январе 1840 года впервые была измерена глубина моря более 2000 морских саженей. Впрочем, имеющиеся в его распоряжении инструменты, особенно термометры, были настолько несовершенны, что данные измерений оказались бесполезными. Например, Россу не удалось опровергнуть господствующую в те времена теорию, что у морской воды плотность не меняется от температуры, как и у пресной воды. Впрочем, Росс усомнился в теории, что морские горизонты ниже 300 саженей совершенно необитаемы, собрав коллекцию глубоководных образцов жизни. Доказательства его тезису, что экстремальные давления, низкие температуры и отсутствие солнечного света не являются препятствием для жизни, были опубликованы спустя тридцать лет, а интерес к коллекции возник только после экспедиции на «Челленджере».
Выполненный ботаником Гукером объём работ намного превышал все остальные исследовательские результаты похода. В результате Гукер издал три многотомных труда под общим названием: «Ботанические [открытия и наблюдения] в антарктическом путешествии на кораблях Её Величества „Эребус“ и „Террор“ в 1839—1843 годах под командованием капитана сэра Джеймса Кларка Росса». «Флора Антарктиды» печаталась в 1844—1847 годах в двух частях. «Флора Новой Зеландии», также в двух частях, выпущена в 1853—1855 годах; наконец, «Флора Тасмании» в двух частях вышла в свет в 1860 году. На островах Окленд и Кэмпбелл Дж. Гукер описал, соответственно, 63 и 20 новых видов растений (на Кэмпбелле отсутствовали 34 вида из открытых на Окленде), сведённых учёным в шесть родов, но позднее пять из них были переклассифицированы к уже известным. Оригинальным открытием оказались криптогамные растения, хотя в дальнейшем главное внимание Гукера было приковано к цветковым. Для описание водорослей, мхов, лишайников, и грибов Гукеру пришлось пользоваться услугами сторонних специалистов, имена которых известны по предварительным публикациям в «Ботаническом журнале». На Кергелене были открыты многочисленные эндемики (21 вид цветковых растений), а также кергеленская капуста. Во «Флоре Новой Зеландии» Гукер описал 26 родов и 507 видов растений. Всего в трудах Гукера сосредоточены данные 5000 видов растений, из которых 1500 были им собраны и описаны лично во время экспедиции. Трактат о зоологии был опубликован в 1844—1846 годах под редакцией Джона Ричардсона, но значительно уступал по качеству работам Гукера. Джон Грей из зоологического отдела Британского музея описал и поименовал тюленя Росса (Ommatophoca rossii), а заспиртованная туша императорского пингвина позволила определить, что это другой вид, нежели королевский пингвин.
Экспедиция Росса не была забыта, упоминается в обобщающих работах по географическим открытиям и в биографиях Джеймса Росса, в том числе написанной его правнучкой Марджори Росс. Открытие в 2014 и 2016 годах затонувших «Эребуса» и «Террора», погибших в экспедиции Франклина 1845—1846 годов, оживило интерес к истории экспедиций, в которых корабли принимали участие. В 2023 году Джон Найт издал первую книгу об истории Британской антарктической экспедиции, основанную на комплексе первоисточников. Отдельный раздел посвящён прослеживанию судеб практически всех членов команды. Рецензенты по большей части позитивно оценили книгу, отмечалась её информационная фундированность и большое число подробностей, которые делают её «нелёгкой для чтения» неподготовленными читателями.

### Первоисточники
- The zoology of the voyage of the H.M.S. Erebus & Terror, under the command of Captain Sir James Clark Ross, during the years 1839 to 1843. By authority of the Lords Commissioners of the Admiralty. — London, 1844.
- Ross, James Clark. A voyage of discovery and research in the southern and Antarctic regions, during the years 1839-43 :  [англ.]. — London : John Murray, 1847. — Т. 1. — 414 p.
- Ross, James Clark. A voyage of discovery and research in the southern and Antarctic regions, during the years 1839-43 :  [англ.]. — London : John Murray, 1847. — Т. 2. — 516 p.
- McCormick R. Voyages of discovery in the Arctic and Antarctic seas, and round the world: being personal narratives of attempts to reach the North and South poles; and of an open-boat expedition up the Wellington channel in search of Sir John Franklin, and Her Majesty’s ships «Erebus» and «Terror» … To which are added an autobiography, appendix … and numerous illustrations. By Deputy Inspector-General R. M’Cormick. — London : S. Low, Marston, Searle, and Rivington, 1884. — Vol. I.
- McCormick R. Voyages of discovery in the Arctic and Antarctic seas, and round the world: being personal narratives of attempts to reach the North and South poles; and of an open-boat expedition up the Wellington channel in search of Sir John Franklin, and Her Majesty’s ships «Erebus» and «Terror» … To which are added an autobiography, appendix … and numerous illustrations. By Deputy Inspector-General R. M’Cormick. — London : S. Low, Marston, Searle, and Rivington, 1884. — Vol. II.

### Статьи и монографии
- Barr W. British Antarctic (Erebus and Terror) Expedition (1839–1843) // Encyclopedia of the Antarctic / Ed. by Beau Riffenburgh. — New York, London : Routledge Taylor & Francis Group, 2007. — P. 181—183. — xl. 1146 p. — ISBN 0‑415‑97024‑5.
- Campbell R. J. The voyage of HMS Erebus and Terror to the southern and Antarctic regions 1839–1843: the journal of Sergeant William Keating Cunningham, HMS Terror // Polar Record. — 2009. — Vol. 46, no. 2. — P. 180—184. — doi:10.1017/s0032247409990064.
- Dodge E. S. The Polar Rosses: John and James Clark Ross and their Explorations. — London : Faber and Faber Limited, 1973. — 260 p. — ISBN 0-371-08314-3.
- Gurney A. The race to the white continent: voyages to the Antarctic. — London, New York : Allston Branch Library; W. W. Norton & Company, Inc, 2000. — 320 p. — ISBN 0-393-05004-1.
- Huxley L. Life and letters of Sir Joseph Dalton Hooker. — London : J. Murray, 1918. — Vol. I. — xi, 546 p.
- Knight J. The Magnetism of Antarctica. The Ross Expedition 1839—1843. — Dunbeath : Whittles Publishing, 2023. — 256 p. — ISBN 978-1-84995-501-0.
- Mill H. R. The siege of the South pole; the story of Antarctic exploration / With maps, diagrams, and other illustrations, and maps by J. G. Bartholomew.. — London : Alston Rivers, 1905. — xvi, 455 p.
- Ross M. J. Polar pioneers: a biography of John and James Clark Ross. — Montreal & Kingston, London, Buffalo : McGill Queen's University Press, 1994. — xvi, 435 p. — ISBN 0-7735-1234-9.
- Turrill W. B. Joseph Dalton Hooker: Botanist, Explorer, and Administrator. — London, Edinburgh, Paris, Melbourne, Johannesburg, Toronto, and New York : Thomas Nelson and Sons Ltd, 1963. — xi, 228 p.
- Магидович И. П., Магидович В. И. Глава 22. Ход открытия Антарктиды после первой русской антарктической экспедиции // Очерки по истории географических открытий. — Изд. 3-е, перераб. и доп. — М. : Просвещение, 1985. — Т. 4: Географические открытия и исследования нового времени (XIX — начало XX в.). — С. 311—312. — 335 с.